# Mulheres da Beira
Mulheres da Beira é um filme mudo português de ficção e drama trágico, com intertítulos, realizado por Rino Lupo em 1921. A longa-metragem, também conhecida pelo nome de As Mulheres da Beira - Funesta Ambição, é uma adaptação do conto "A Frecha de Mizarela" da colectânea "Mulheres da Beira" (1898) de Abel Botelho. Devido a vários desentendimentos durante o processo de produção e montagem, entre o produtor, o realizador e o director criativo, o filme apenas estreou em 1923.

## Produção

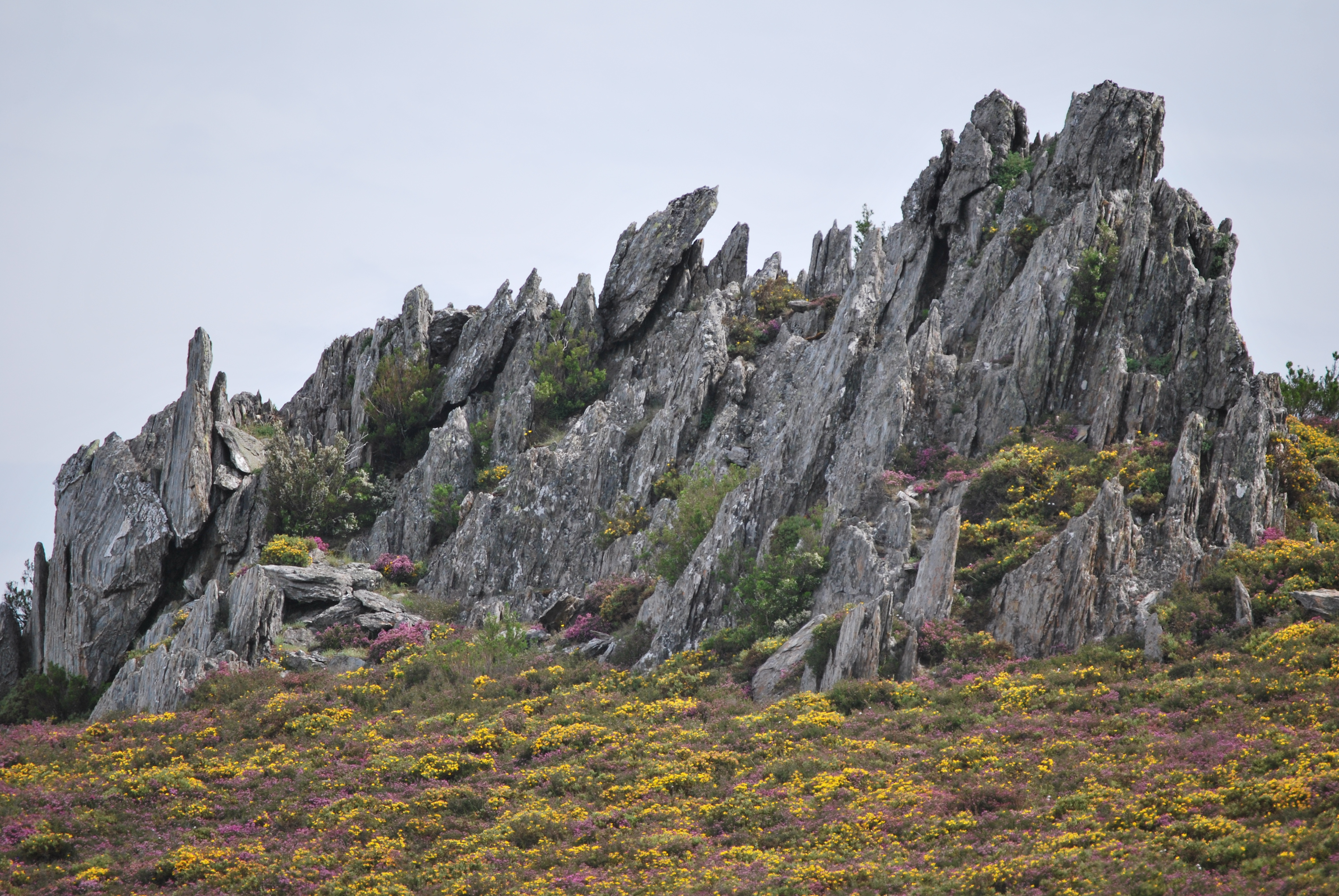
Formações rochosas na Serra da Freita

Produzido após os filmes Os Fidalgos da Casa Mourisca (1920), Barbanegra (1920) e Amor Fatal (1920) da produtora portuense Invicta Film, apesar destes terem sido todos bem recebidos pela crítica e público, para além de terem sido distribuídos e exibidos além fronteiras, nomeadamente no Brasil, onde Os Fidalgos da Casa Mourisca teve bastante sucesso, a companhia cinematográfica gerida por Alfredo Nunes de Mattos encontrava-se numa difícil situação financeira devido aos gastos que ultrapassavam o orçamento original das suas produções, criando fortes crispações entre o produtor e o director criativo Henrique Alegria, que tinha uma visão bastante diferente do que deveria ser o cinema português. Optando por cortar com os gastos das filmagens nos estúdios e utilizar os cenários e paisagens naturais como um convite ou postal turístico da beleza natural e rústica de Portugal, não só para os espectadores nacionais como de outros países, onde o filme fosse posteriormente distribuído e exibido, o director criativo, ao tomar conhecimento sobre o novo projecto As Mulheres da Beira, optou por ambientar quase todas as cenas do filme em décors exteriores. Simultaneamente, o realizador francês Georges Pallu, que até então era o realizador "de serviço" da produtora, não se sentindo confortável com as filmagens no exterior, recusou fazer o filme, dando o seu posto ao estreante Rino Lupo. Como forma de tranquilizar o produtor Alfredo Nunes de Mattos, Georges Pallu assumiu então o cargo de director de montagem, ao lado da Madame Meunier.
Filmado na cidade do Porto e na vila de Arouca, assim como na Serra da Freita e na localidade de Nespereira, em Cinfães, entre setembro e novembro de 1921, sendo este o primeiro filme realizado por Rino Lupo, devido à sua inexperiência e falta de disciplina de produção, mesmo com a escolha de não se gastar tanto dinheiro nas filmagens interiores, sendo estas muito poucas e realizadas em Lisboa, uma vez mais o orçamento foi excedido devido aos atrasos e custos de deslocação, estadia e alimentação de toda a equipa e elenco nas várias localidades onde se realizou o filme. Após a conclusão das filmagens, Henrique Alegria e Rino Lupo saíram da Invicta Film e criaram a produtora Ibéria Film, colaborando no ano seguinte no filme Os Lobos.

## Lançamento
Estreando a 2 de abril de 1923 no Salão Central de Lisboa, e a 5 de junho de 1923, no Cinema Olympia do Porto, com seis partes, Mulheres da Beira tornou-se num dos mais aclamados filmes do ano, sendo ainda hoje considerado um dos mais marcantes filmes do cinema português da década de 1920 e o primeiro filme a introduzir o verismo no cinema português. Devido ao seu sucesso, a 30 de julho de 1934 o filme teve uma reposição comercial nos cinemas Odéon e Palácio, ambos de Lisboa.

## Estética
De acordo com Inês Fernandes, Mestre em Cinema na Universidade da Beira Interior, a obra, seguindo a norma da época, recorria à tintagem, com a presença das seguintes cores:
- Branco - representando a inocência e a pureza e aplicado em Aninhas, a protagonista, e no convento que esta frequenta, o que traduz também a representação do conhecimento
- Sépia - representando as memórias e as tradições da aldeia
- Magenta - representando a luz e o despertar do amor
- Vermelho - representando a consumação da vingança
- Laranja - representando a determinação
- Amarelo - representando o presságio, mas também o sofrimento e a incerteza
- Verde - representando a amargura

## Sinopse
Anninhas (Brunilde Júdice) é uma jovem e bela camponesa de uma pequena aldeia, perto da Serra do Gamarrão e de Arouca, que por sonhos de riqueza e um fascínio amoroso por outro homem, repele o afecto de André (Mário Santos), um pastor da mesma localidade que se perde de amores por ela. Envolta numa funesta teia de sedução e ilusão, Anninhas deixa-se encantar e conquistar pelo Fidalgo da Mó (Rafael Marques) que, uma vez entediado e com uma nova amante, acaba por desprezá-la e abandoná-la à sua sorte. Rejeitada pela família e pelas madres do convento, toldada pelo desgosto e a vergonha, a camponesa parte para a Cascata da Frecha da Mizarela onde espera encontrar o perdão de Deus ou a morte.

## Elenco
- Brunilde Júdice - Anninhas
- António Pinheiro - Pedro, pai de Anninhas[13]
- Mário Santos - André
- Duarte Silva - Padeiro
- Rafael Marques - Fidalgo da Mó
- Celeste Ruth - Clara d'Orsay
- Maria Júdice da Costa - Madre Theresa, Abadessa do Convento de Arouca
- Ana de Oliveira

## Restauro e Festivais
Fruto de um intenso trabalho de recuperação e preservação da memória cinematográfica portuguesa do início do século XX, em 2007, a Cinemateca Portuguesa organizou várias sessões de cinema onde exibiu alguns dos mais conhecidos trabalhos de Rino Lupo. Impulsionados pela curiosidade de muitos espectadores e após a descoberta de algumas cópias originais, dez anos depois, os filmes Mulheres da Beira e Os Lobos foram tratados e restaurados, recebendo um novo lançamento em DVD, com a música original de António Tomás de Lima e Nicholas McNair.